# Paraldeído
O paraldeído é o trímero cíclico das moléculas de acetaldeído. Formalmente, é um derivado do 1,3,5-trioxano. O tetrâmero correspondente é o metaldeído.